# 高德街道 (阜新市)
高德街道，是中华人民共和国辽宁省阜新市太平区下辖的一个乡镇级行政单位。

## 行政区划
高德街道下辖以下地区：
惠民社区、南小井社区、繁荣社区、祥和社区和新晟社区。